# Cessnock (New South Wales)
Cessnock er en by i New South Wales i Australien. Byen blev grundlagt i 1826  og havde i 2016 en befolkning på 21.725.